# 京本眞
京本 眞（きょうもと まこと、2004年2月6日 - ）は、大阪府大阪市出身のプロ野球選手（投手）。右投右打。読売ジャイアンツ所属。

## 経歴

### プロ入り前
小学時代は大阪市立野里小学校で、少年軟式野球チームに所属。中学時代は大阪市立歌島中学校で、ボーイズリーグの大淀ボーイズに所属。3年夏にはジャイアンツカップに出場して島野愛友利らとともに、優勝を果たしている。
高校は大分県の明豊高等学校に進学し、1年秋からベンチ入り。2年夏の大分県独自大会と甲子園交流試合は右肩の故障の影響でベンチ外だったが、2年秋からエースの座を勝ち取る。秋季九州大会でベスト4入りし、3年春は第93回選抜高等学校野球大会に出場。1回戦の東播磨戦で先発し、2回1/3を4失点で降板するもチームは勝利した。2回戦は登板せず、準々決勝の智弁学園戦に先発し、3回を2安打無失点に抑えた。準決勝の中京大中京戦は6回からマウンドに上がり、3回1/3を1失点に抑えチーム初の決勝戦進出に貢献した。決勝はエース石田隼都擁する東海大相模と対戦し、2-2の同点で迎えた8回から登板したが、9回一死からサヨナラ安打を打たれ準優勝に終わった。3年夏の大分県大会は決勝の大分舞鶴戦で9回3安打完封で勝利するなどの活躍で、春夏連続で甲子園に出場した。1回戦の専大松戸戦は5回途中3失点で降板、チームは深沢鳳介に散発6安打、11奪三振で完封負けを喫した。
2021年10月11日に行われたプロ野球ドラフト会議において、読売ジャイアンツから育成選手ドラフト7位指名を受け、11月28日に支度金290万円、年俸360万円（金額は推定）で仮契約を結んだ。背番号は014。

### 巨人時代
2023年の春季キャンプ中に肩に僅かな違和感が生じ、シーズン開始時はリハビリ班で調整していた。調整期間、課題としていたフィジカル面の強化に励むと、投げる球が力強くなり、前年まで140km/h出なかった球速が約10km/hも速くなった。シーズン途中から二軍の先発ローテーションに定着し、15試合に登板して5勝4敗、防御率2.36の成績を残した。11月20日、40万円増となる推定年俸420万円で契約を更改した。
2024年の春季キャンプでは2月13日から一軍キャンプに合流。3月3日に行われた楽天モンキーズとの練習試合では、9回に登板して無失点に抑えるなど、実戦5試合で5回1安打無失点と結果を残し、同6日に支配下登録されることが発表された。背番号は99。二軍で11試合登板で防御率0.00と結果を残し、4月30日に初めて一軍登録された。5月1日の東京ヤクルトスワローズでプロ初登板し、1回を三者凡退で抑えた。シーズン通算で4試合に救援登板し、防御率3.60を記録。11月1日、40万円増となる推定年俸460万円で契約を更改した。11月から12月にかけて、山田龍聖、秋広優人とともにオーストラリアのウィンターリーグに参加。アデレード・ジャイアンツに所属し、6試合に先発して2勝2敗で防御率2.06を記録した。

## 選手としての特徴
最速152 km/hの直球を投げ下ろす長身右腕。チェンジアップやプロ入り後に習得したフォークボールなどの縦の変化球を武器とするほか、打者のタイミングを外すカーブや空振りを取れるスライダーといった多彩な球種を持ち、精度も高い。2024年にはツーシーム習得にも取り組んでいる。育成出身ながら、他球団のスカウトからは「ドラフト1位で争奪戦レベルの水準に達している」と評価されている。

## 詳細情報

### 年度別投手成績
| 年 度     | 球 団     | 登 板 | 先 発 | 完 投 | 完 封 | 無 四 球 | 勝 利 | 敗 戦 | セ 丨 ブ | ホ 丨 ル ド | 勝 率 | 打 者 | 投 球 回 | 被 安 打 | 被 本 塁 打 | 与 四 球 | 敬 遠 | 与 死 球 | 奪 三 振 | 暴 投 | ボ 丨 ク | 失 点 | 自 責 点 | 防 御 率 | W H I P |
| --------- | --------- | ----- | ----- | ----- | ----- | -------- | ----- | ----- | -------- | ----------- | ----- | ----- | -------- | -------- | ----------- | -------- | ----- | -------- | -------- | ----- | -------- | ----- | -------- | -------- | ------- |
| 2024      | 巨人      | 4     | 0     | 0     | 0     | 0        | 0     | 0     | 0        | 0           | ----  | 20    | 5.0      | 4        | 0           | 2        | 1     | 1        | 3        | 0     | 0        | 2     | 2        | 3.60     | 1.20    |
| 通算：1年 | 通算：1年 | 4     | 0     | 0     | 0     | 0        | 0     | 0     | 0        | 0           | ----  | 20    | 5.0      | 4        | 0           | 2        | 1     | 1        | 3        | 0     | 0        | 2     | 2        | 3.60     | 1.20    |

- 2024年度シーズン終了時

### 年度別守備成績
| 年 度 | 球 団 | 投手  | 投手  | 投手  | 投手  | 投手  | 投手     |
| 年 度 | 球 団 | 試 合 | 刺 殺 | 補 殺 | 失 策 | 併 殺 | 守 備 率 |
| ----- | ----- | ----- | ----- | ----- | ----- | ----- | -------- |
| 2024  | 巨人  | 4     | 0     | 0     | 0     | 0     | ----     |
| 通算  | 通算  | 4     | 0     | 0     | 0     | 0     | ----     |

- 2024年度シーズン終了時

### 記録
初記録
- 初登板：2024年5月1日、対東京ヤクルトスワローズ5回戦（東京ドーム）、6回表に2番手で救援登板、1回無失点[19]
- 初奪三振：同上、6回表にドミンゴ・サンタナから見逃し三振[19]

### 背番号
- 014（2022年[10] - 2024年3月5日）
- 99（2024年3月6日[17] - ）